# Relações entre Brasil e Jamaica
Relações entre Brasil e Jamaica são relações entre a Jamaica e o Brasil. A Jamaica e o Brasil estabeleceram relações diplomáticas em 14 de outubro de 1962. Ambos os países são membros do Grupo de 15 , bem como da Comunidade da América latina e Estados do Caribe (CELAC).
Alexandre Ruben Milito Gueiros tornou-se Embaixador do Brasil na Jamaica, em janeiro de 2008. O Governo da Jamaica estabeleceu, em Março de 2012, uma missão diplomática em Brasília, para contribuir para o reforço das relações entre ambos os países. Atualmente, a Jamaica é representada no Brasil por um encarregado de negócios que lidera a nova Missão Diplomática, enquanto o primeiro Embaixador residente se prepara para assumir as novas funções. A Jamaica também mantém um Cônsul Honorário em São Paulo, o principal centro de negócios do país. O Governo da Jamaica está atualmente a dar séria consideração para a nomeação de Cônsules Honorários nas cidades Brasileiras de Salvador, (Estado da Bahia) e de Manaus, Estado do Amazonas), que estão localizados a Norte e a Leste as regiões do Brasil, respectivamente.

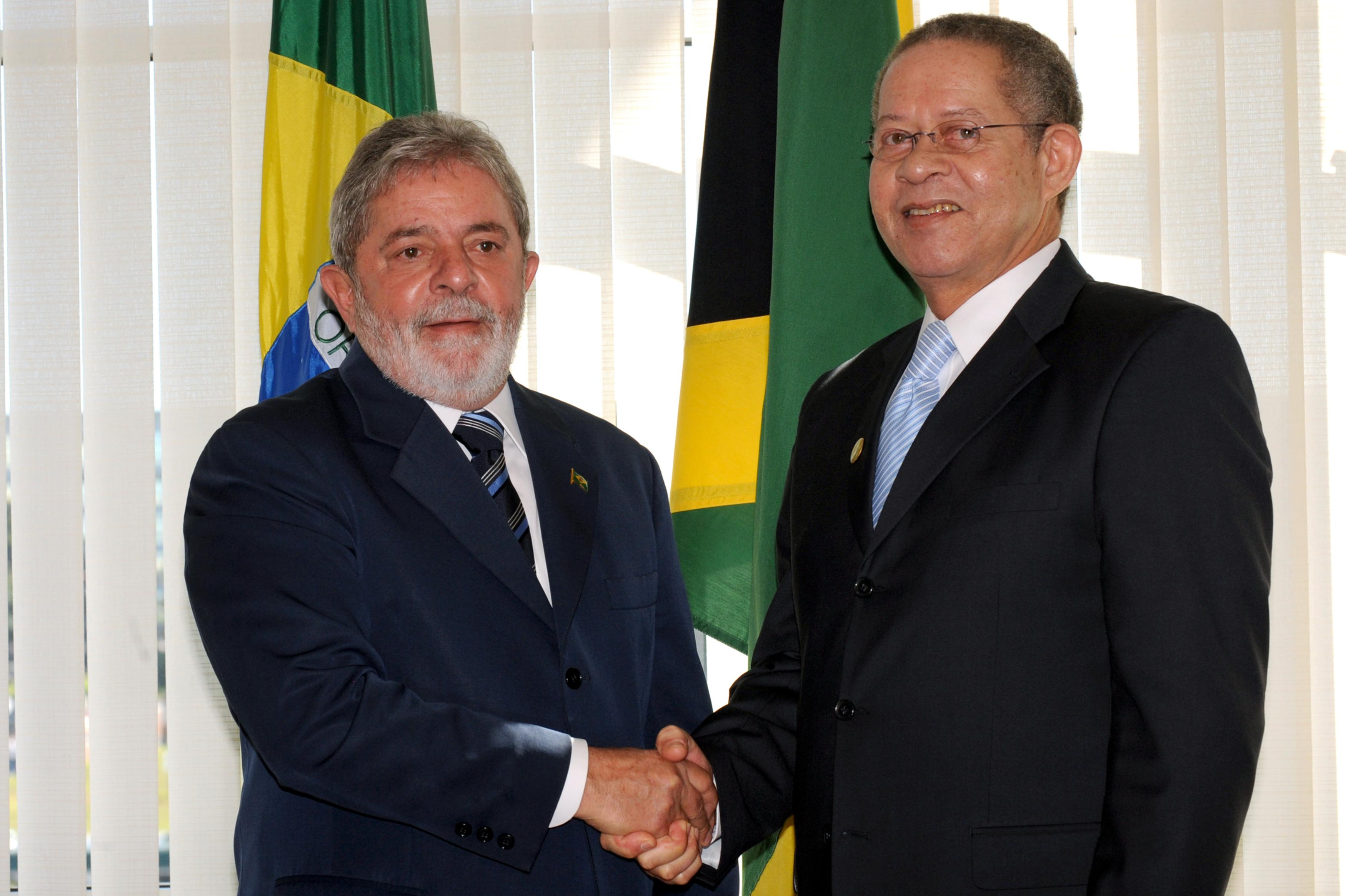
O primeiro-Ministro jamaicano Bruce Golding com o Presidente do Brasil, Lula da Silva, 16 de outubro de 2009.

O movimento é justificado pelas seguintes razões:
1. Os cidadãos jamaicanos residentes na Bahia e Amazonas poderiam beneficiar de um representante jamaicano nessas regiões.
2. A Jamaica está atualmente a desenvolver uma estratégia para atrair investimentos do Brasil, bem como a promoção de oportunidades de exportação para os produtos da Jamaica.
3. A força do Brasil em indústrias criativas, especificamente no Estado da Bahia e a sua proximidade com o Caribe torna-se um bom ponto de ligação.
4. Salvador e a Bahia compartilham uma afinidade cultural com a Jamaica.
A Jamaica e o Brasil têm desfrutado de fortes relações ao longo dos anos e o grau de colaboração é evidente tanto em níveis bilateral como multilateral. A nível bilateral, as relações foram reforçadas nos últimos tempos, como resultado do aumento do número de visitas, bem como a busca ativa de técnicos programas de cooperação em áreas como energia e agricultura.